# Channidae
Cet article possède un paronyme, voir Canidé.
Famille
Les Channidae ou têtes-de-serpent sont une famille de poissons d'eau douce de l'ordre des perciformes. Il y a deux genres, Channa en Asie (26 espèces) et Parachanna en Afrique (3 espèces). Ces poissons carnivores sont facilement reconnaissables par leur long corps cylindrique, une nageoire dorsale ayant presque la longueur totale du corps, une queue arrondie, et bien sûr leur grande tête avec une bouche énorme. Le nom vernaculaire est une référence à non seulement la forme de la tête et la position des yeux, mais aussi aux grandes écailles plates qui recouvrent la partie supérieure du crâne. Ces poissons ont la faculté de se déplacer sur terre et d'y respirer.

## Liste des genres
- genre Channa Scopoli, 1777
- genre Parachanna Teugels et Daget, 1984

## Commentaires
L'économie souterraine tire un grand profit des Channidae. Ainsi le trafic d'animaux est alimenté par ces poissons qui représentent une forte source de profit et sont dangereux pour un environnement inadéquat. De nombreuses vidanges de lacs et étangs ont été effectuées pour limiter les méfaits des Channidae sur la faune et la flore. Aux États-Unis, ces poissons (snakeheads) ont été retrouvés, pour la première fois, en juin 2002 dans un étang de la ville de Crofton, dans le Maryland où ils s'étaient reproduits. Pour s'assurer de l'élimination du poisson, l'étang fut complètement vidangé et deux individus adultes et une centaine de jeunes ont été trouvés. L'homme à l'origine de l'introduction dans l'étang, a avoué les avoir achetés dans un marché à New York. Ce fait divers donna naissance au film Frankenfish, diffusé en 2004. Depuis lors, des spécimens ont été rencontrés dans divers endroits des États-Unis, et particulièrement en 2004, dans le fleuve Potomac près de Washington, dans la rivière Anacostia à College Park dans le Maryland : les analyses ADN effectuées n'ont pas pu les rattacher aux deux spécimens de Crofton.

## Photos

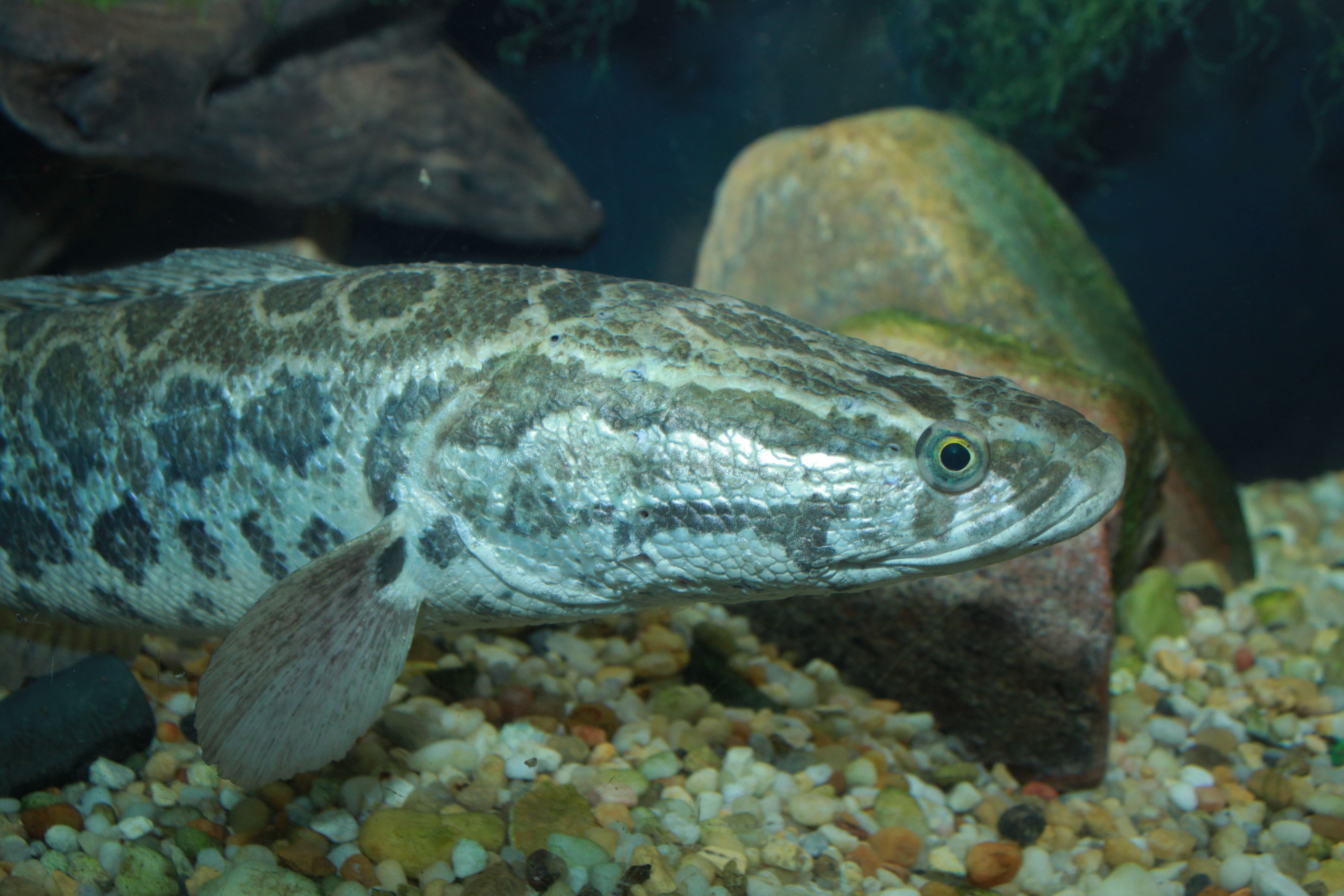
Channa argus, Asie
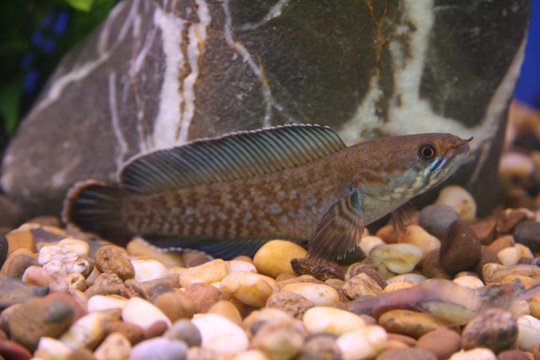
Channa bleheri (en), Assam, Inde
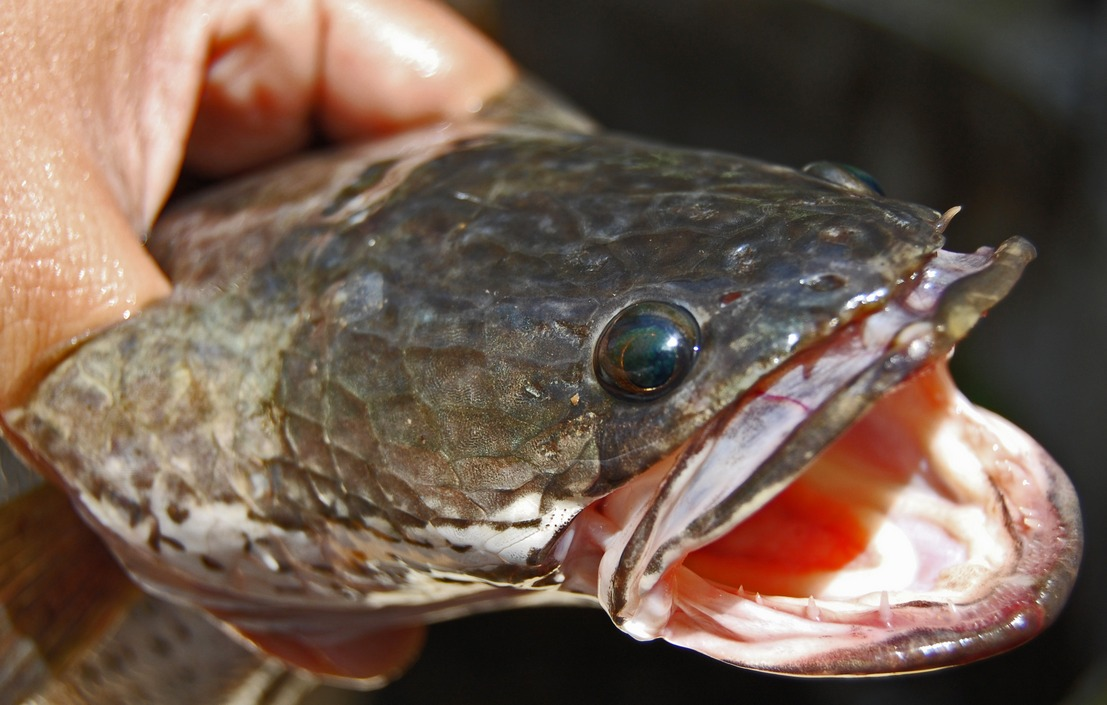
Channa striata, Java, Indonésie